# Offshorefartyg

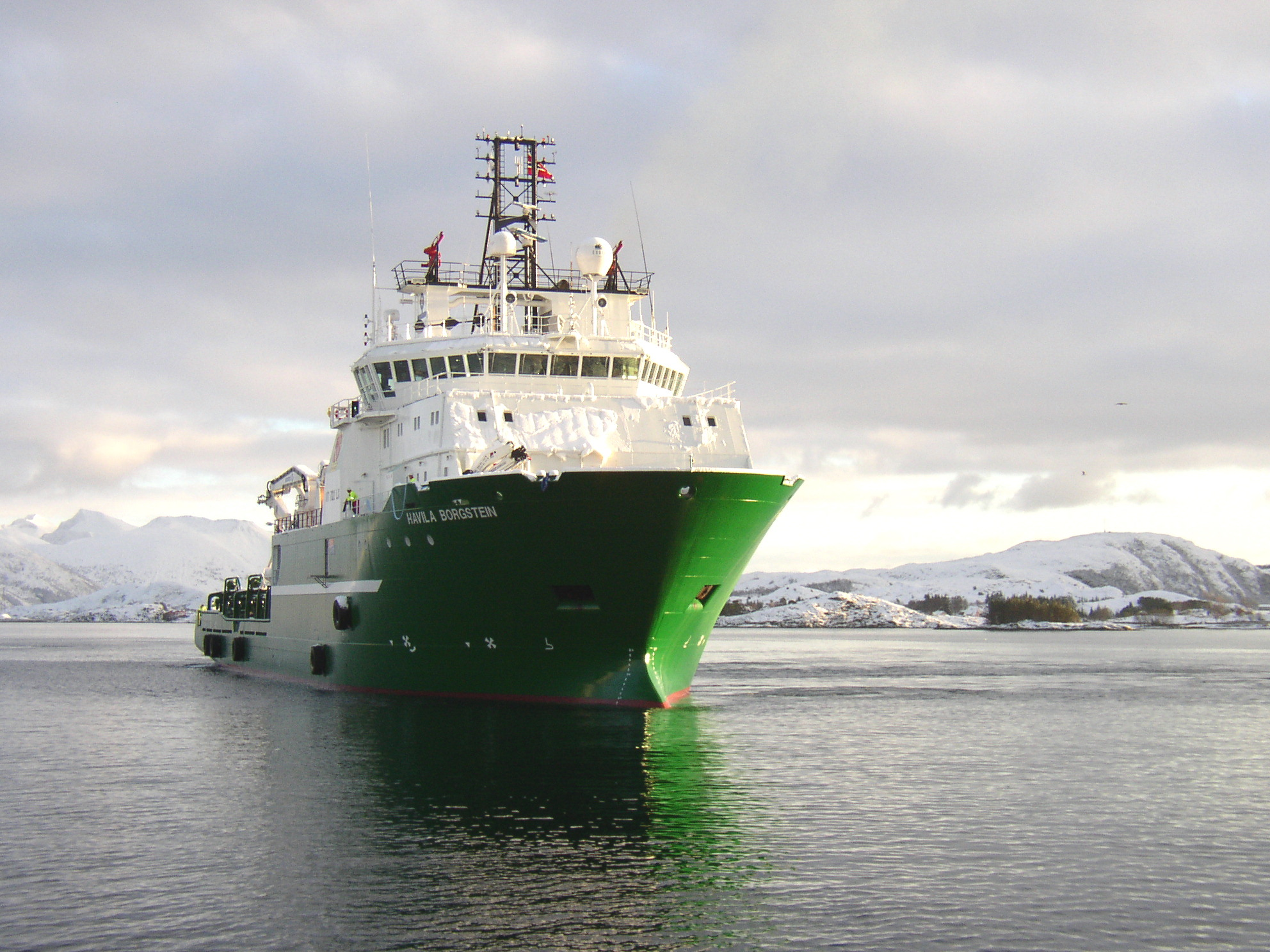
AHTS-fartyget Havila Borgstein

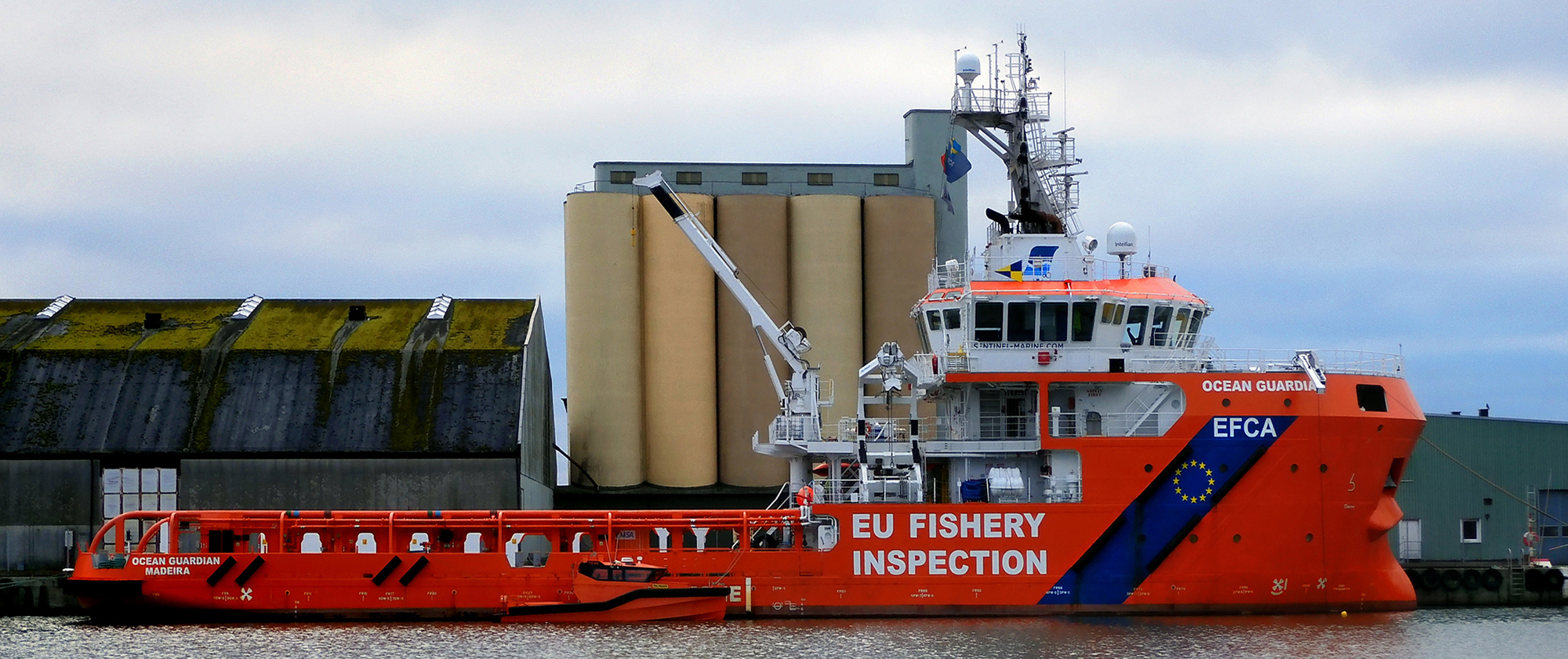
Ocean Guardian från Europeiska fiskerikontrollbyrån i Ystads hamn 15 november 2023.

Offshorefartyg är ett samlingsnamn för fartyg som arbetar inom offshoreindustrin ute till havs.

## Olika typer
- Supply-fartyg (PSV - Platform Supply Vessel) används för att frakta förnödenheter till oljeriggar, såsom bränsle (MGO - Marine Gas Oil) för generatorer, dricksvatten, processvatten, reservdelar, mat och borrutrustning. Också olika typer av material i bulk (pulverform), som används för att fylla igen borrhålen, kan lastas i supplyfartyg. Vissa typer är barit, bentonit och cement. Dessa fartyg kan även lasta metanol, baseoil (en sorts paraffin), brine (saltlake) och lera. Leran kan vara oljebaserad eller vattenbaserad och hålls i rotation av agitatorer (stora vispar) i tankarna för att innehållet i tankarna inte ska stelna.

- Ankarhanteringsfartyg För att förankra riggar placeras flera stora ankare i alla vinklar runt riggen. Då de ligger flera hundra meter från riggen används särskilda ankarhanteringsfartyg för att lägga ut ankaren.

- Havsbogserare För att flytta runt oljeriggar på havet använder man havsbogserare, oftast flera samtidigt, varav en som drar rakt fram och två-tre som ligger beredda om riggen skulle hamna ur kurs.

- AHTS-fartyg, "Anchor Handling, Tug & Supply"-fartyg, vilka kombinerar ovan nämnda fartygstyper. De har bogserspel för att kunna ankarhantera och bogsera. Därtill har de även ett däck för att ta med reservdelar och annan utrustning, och invändigt har de tankar för att kunna medföra bränsle och vatten.

- Konstruktionsfartyg  används för installation och underhåll av oljeriggar och undervattensinstallationer. De har ett arbetsdäck och en eller flera kranar (SWL från 50 upp till 400 ton) i huvudsak för jobb på havsbotten och installationer (till exempel produktions- eller borrriggar och FPSO). Ett annat användningsområde är installation av havsbaserade vindkraftverk. De allra flesta fartygen har en eller flera ROVer (remotely operated vehicles) för arbete och inspektion under havsytan.

- Multisupportfartyg  (MSV, Multi Support (Diving) Vessel) är en mindre version av konstruktionfartyg och används för installation och underhåll av oljeriggar och undervattensinstallationer. De har ett arbetsdäck och kran (SWL upp till 200 ton) för hantering av material både internt och mellan PSV och eller installationer och ibland även för jobb på havsbotten. Ibland finns även dykarklocka och trycktank och/eller ROV ombord. Då brukar finnas en moon pool, en öppning i skrovet som används vid ilyftning av dykarklocka eller ROV. En MSV kan ha plats för flera hundra arbetare.

Därtill finns även andra typer av offshorefartyg, såsom kabelläggare och fartyg som utför specialarbeten på havsbotten, till exempel nedgrävning av kablar eller rör.
År 2007 kantrade ankarhanteringsfartyget Bourbon Dolphin och sjönk utanför Shetlandsöarna, varvid åtta personer omkom. Olyckan satte fokus på rutiner inom norsk offshoreindustri.

## Bildgalleri

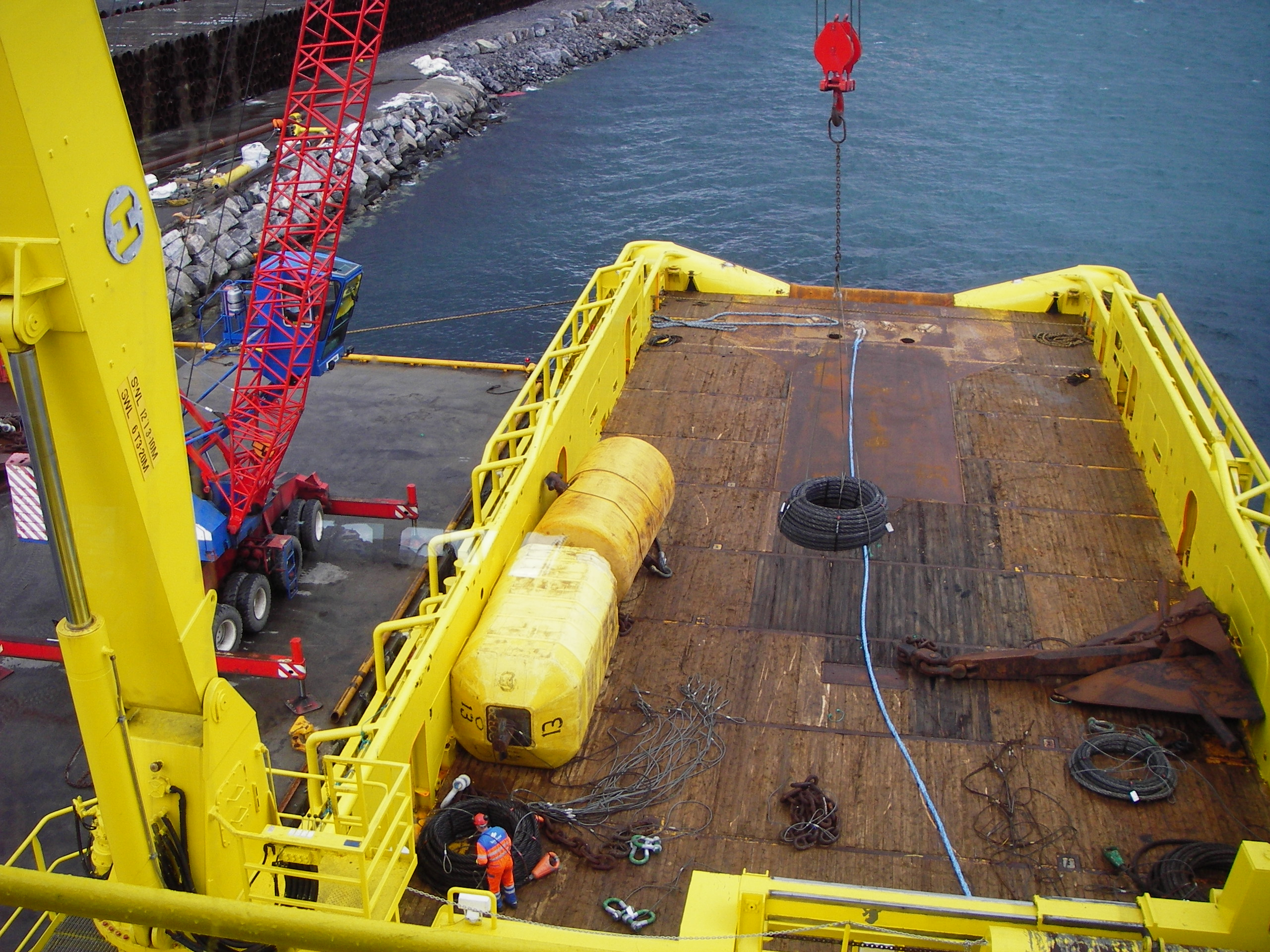
AHTS-fartyget Balder Viking lastar utrustning för ankarhantering i Kristiansund, Norge.
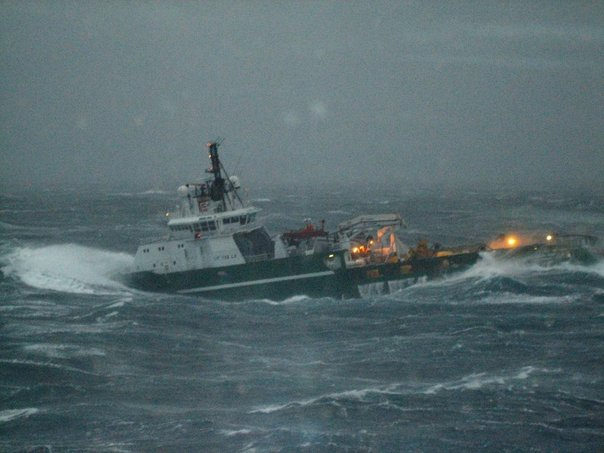
AHTS-fartyg i Nordsjön
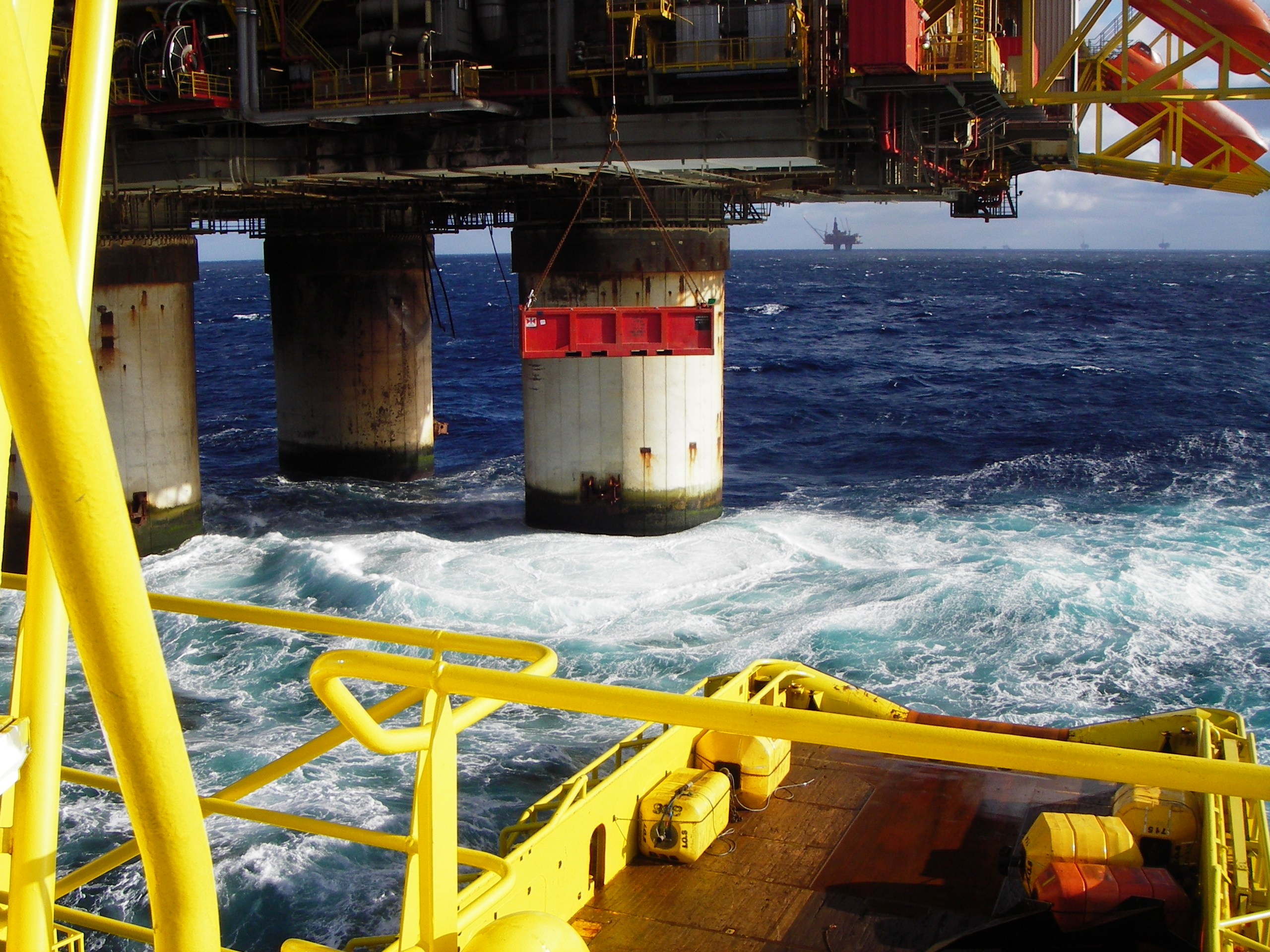
Produktionsriggen Statfjord A lastar ombord container på Balder Viking
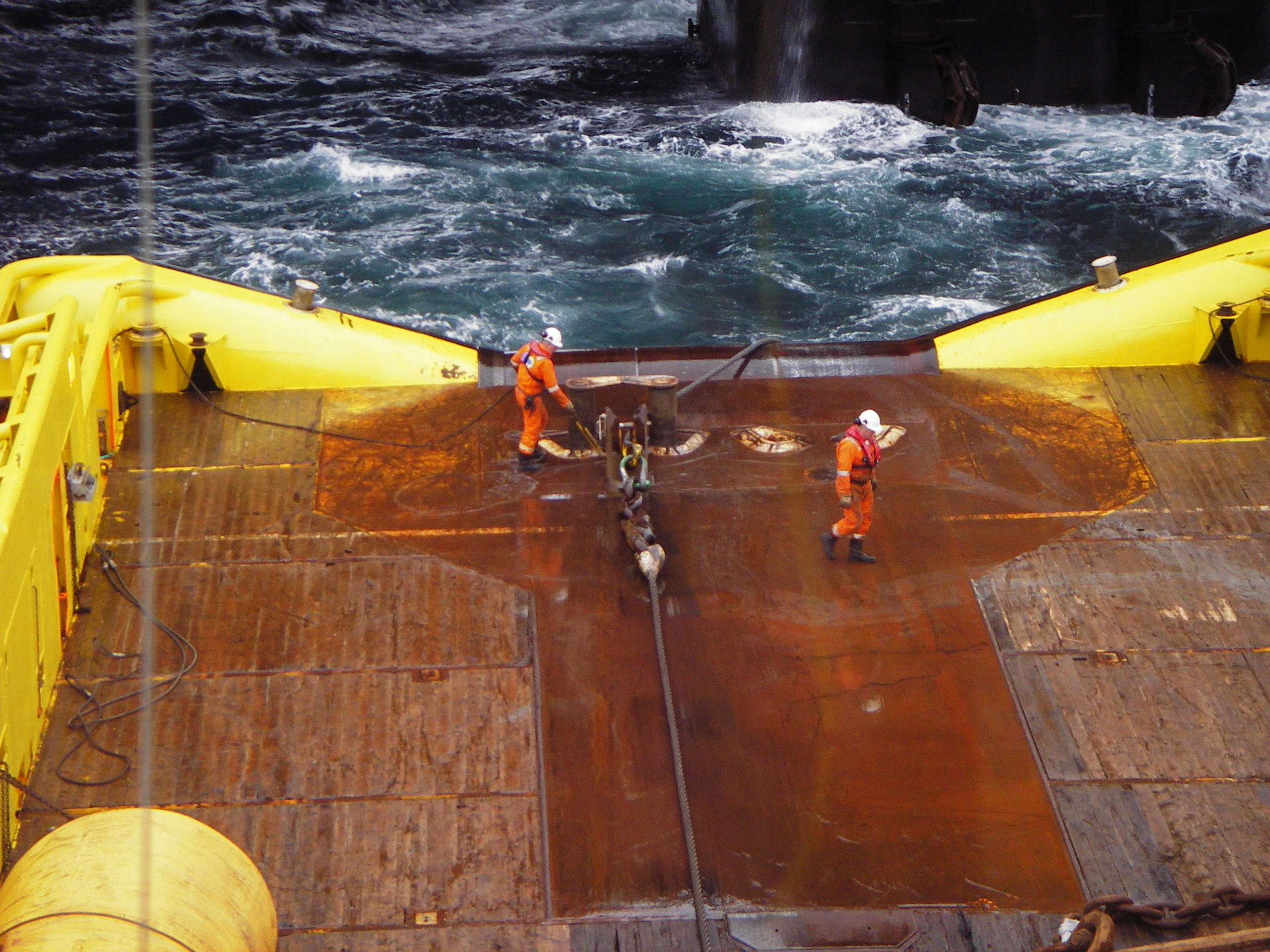
Ankarhantering
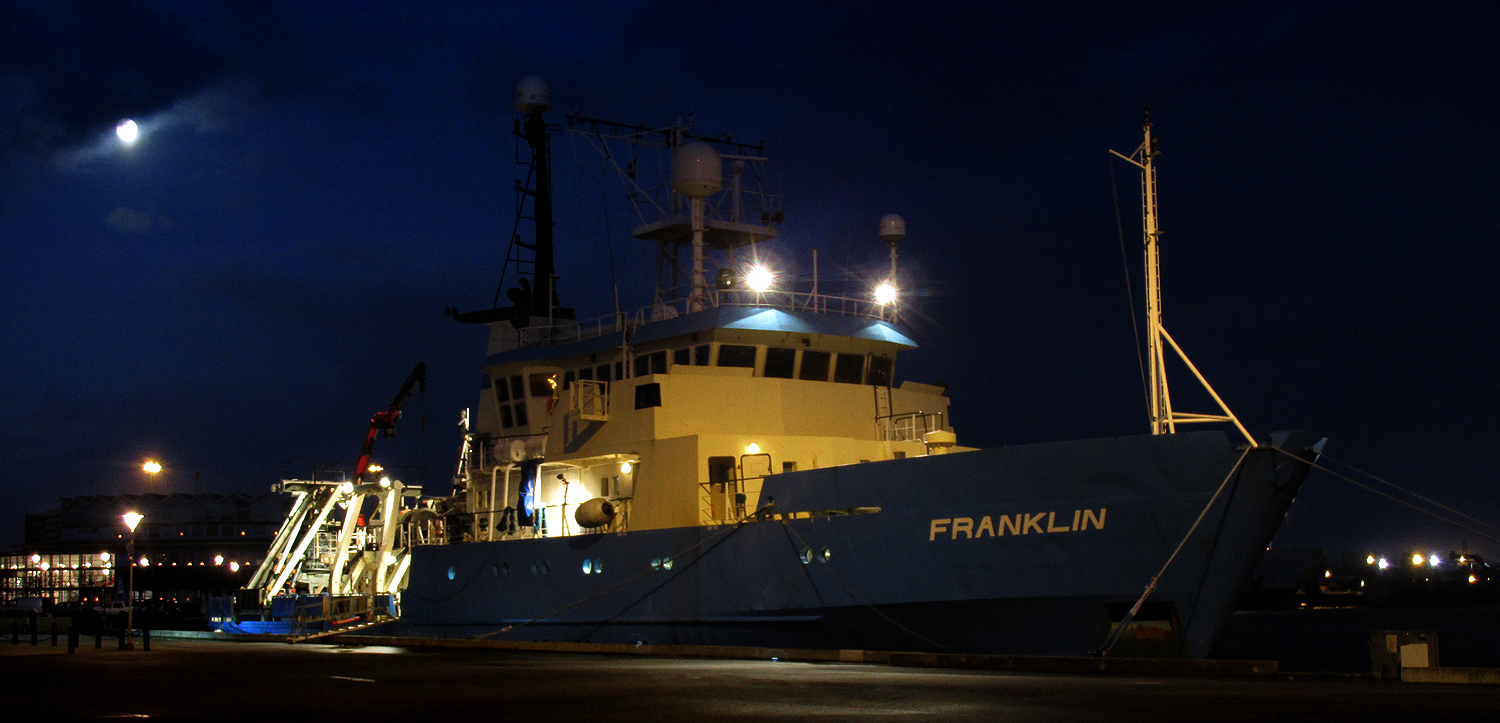
M/V Franklin. Forsknings och försörjningsskepp.
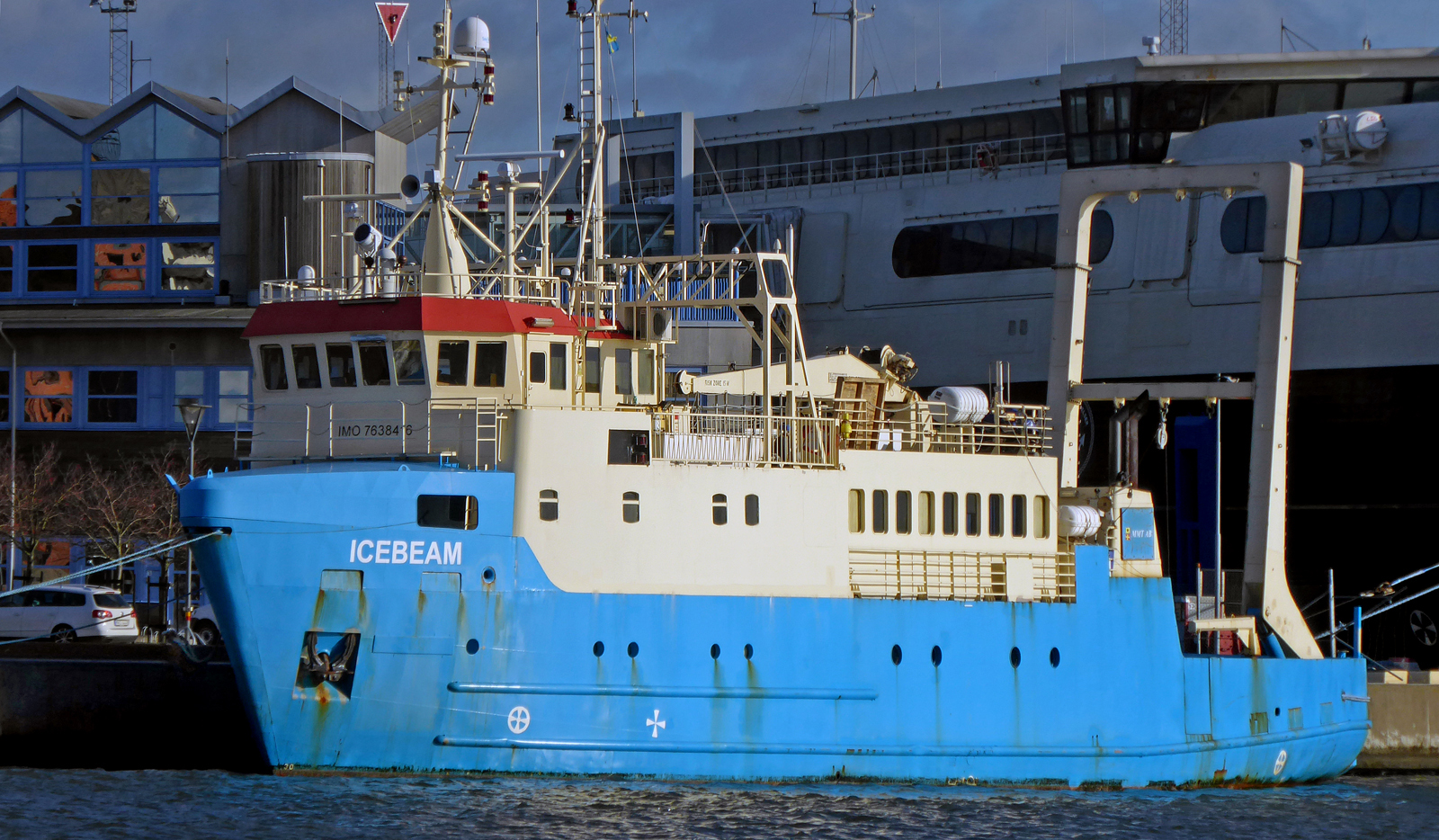
Offshorefartyget Icbeam i Ystads hamn 11 nov 2017.
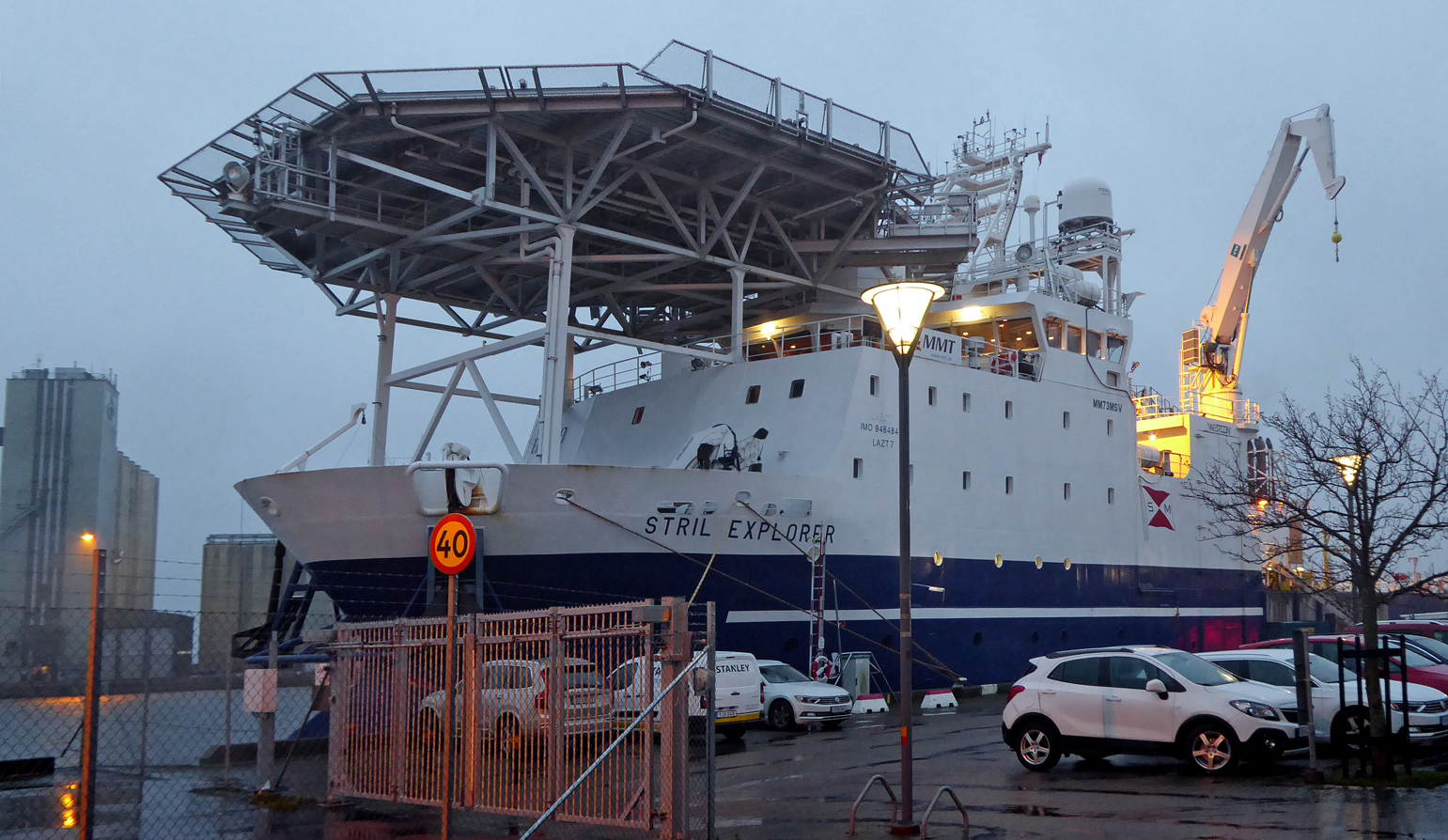
Stril Explorer i Ystads hamn 6 dec 2017.
Edda Freya fyller förråden i Ystad 2010.